# Law & Society Association
La Law and Society Association (Asociación de Derecho y Sociedad, L&S, o LSA), es una asociación transnacional de académicos fundada en 1964 por profesores en su mayoría de la Facultad de Derecho de la Universidad de Wisconsin-Madison. Está formada por un grupo de profesores y académicos de muchos campos y países, interesados en el rol que juega el derecho en la vida social, política, económica y cultural. 
Aunque en un principio la Asociación era estrictamente relacionada con la sociología jurídica, sus miembros tienen formación en derecho, sociología, ciencia política, psicología, antropología, economía, e historia así como en otras áreas relacionadas al estudio de la incidencia social del derecho. 
La publicación oficial de la Asociación es el Law & Society Review.
Entre sus actividades, la Asociación organiza conferencias anuales, encuentros y talleres educativos. 